# 嘻哈王—納斯那街
《嘻哈王—納斯那街》（：／），為韓國SBS於2019年8月9日起播出的金曜音樂劇，由《蔬菜店的小夥子》的李俊亨導演與權秀敏編劇合作打造。此劇講述被父母拋棄的土湯匙少年，嘻哈唱片突然在他的生活裡出現，之後動搖了他的人生，最終令他成為偉大Rapper的艱難成長故事。

## 演員陣容

### 主要人物
| 演員   | 角色   | 介紹 |
| 李浩沅 | 方英白 | 高中2年級學生，與非婚媽媽在京畿道的小城市裏生活，10歲時到了故鄉大邱倭館的美軍部隊裏住，自此在外婆的手裏長大。他從小就沒有爸爸，只有與媽媽兩個人一起生活，也搬過很多次家，因為是寄住在媽媽的朋友家裏，所以從小就懂得孤獨和察言觀色。目前，他是18歲的高中生說唱歌手，整天想著RAP的瘋子。因為他希望發展嘻哈，所以到了首爾追夢，但是首爾似乎並不希望他取得成功，他在首爾的生活並不順遂。 |
| 李娜恩 | 宋河珍 | 高中2年級學生，杜樸高中的女神，解放村的便利店打工生。不知道是什麼原因，她遠離了家人寄住在解放村的表姐家裏。從古典文學到推理小說，網絡漫畫，甚至人氣偶像歌手作爲主人公出現的粉絲文章，她是不分體裁，只要有趣就會看的文學少女，也夢想成為作家。在打工期間，她認識了轉學到同班的英白，和他成為共享祕密的朋友。兩人從此開始，逐漸培養了甜蜜又苦澀的初戀感情。                            |
| 申原昊 | 金泰煌 | 高中2年級學生，Rapper，杜樸高中的金湯匙。他父母是大業主，從小就過著陳腐的金湯匙生活，因為家裏不遺餘力地支援，所以外表比Dok2還像嘻哈歌手，穿上了高貴品牌的衣服和飾品。現在，他為了準備參加選秀節目而很忙，但是眼前出現了不順眼的傢伙英白。他認為像英白那種懦夫唱Rap是不切實際，準備踐踏英白的夢想。                                                                                   |
| 韓炫旻 | 徐基河 | 轉學到首爾的英白同班同學，從小就喜歡跟著塗鴉和漫畫人物畫畫，中學時上美術學院。但是，由於對入學考試美術沒有天賦，所以幾個月後就放棄了。之後，他懷著成為網絡漫畫作家的夢想，挑戰NAVER BEST，雖然在上傳作品的欄目中上傳了創作網絡漫畫《隊長美式咖啡》，但因為收到非常多的惡意評論而中斷連載。現在，他夢想著東山再起，正在構思作品。                                                     |

### 其他人物
| 演員   | 角色   | 介紹 |
| 柳瑞真 | 方香淑 | 英白的媽媽。初中一畢業，她就開始學習美容技術賺錢，在美軍部隊康奈爾營地後門以手藝好而聞名。她在小小年紀就懷孕，但是因為男人跑路成為非婚媽媽。她為了離開令她厭煩的京畿道小區，去了首爾生活。 |
| 金英玉 | 金奉淑 | 英白的外婆，在美軍部隊康奈爾營地後門的小攤裏做烤麵包生意。她的烤麵包在美軍中很受歡迎，由於大邱有很多粗暴的人，而且女人一個人做生意不容易，所以性格變得強硬起來。原本就很粗魯的嘴，隨著歲月的流逝越來越粗魯，在康奈爾競選小組中被稱為「罵人大媽」。但是，如此強勢和粗獷的她，對孫子英白總是抱著依依不捨的心。     |
| 安多菲 | 張秀英 | 河珍最親近的朋友，架著厚框眼鏡、頭髮蓬亂、印象呆板，讓人感覺難以接近，除了和河珍在一起時以外話很少，是經常發現趴在桌子上睡覺的邊緣人。但是這樣的她，在做自己喜歡的事情之時就會充滿正能量。她在放學後變身成為舞者，造型和表情都像天生的舞蹈員一樣。除了舞蹈以外，她對其他事情都極度厭煩，幾乎沒有人知道她是舞者。 |
| 林賢太 | 權俊宇 | 泰煌的嘻哈組合「龍山Crew」的成員。 |

### 特別出演
| 演員      | 角色       | 介紹 |
| Maniac    | Tobi       | |
| 崔揚洛    |            | 教導主任。 |
| Bobby Kim | 加油站老闆 | 英白打工的加油站老闆，在加油站經營網吧的男子，外表和行動都像村子裏的無業遊民，至今依然存有年輕時想成為說唱歌手的夢想。 |

## 收視率
| 集數       | 集數       | 播出日期   | AGB收視率        |
| 集數       | 集數       | 播出日期   | 大韓民國（全國） |
| ---------- | ---------- | ---------- | ---------------- |
| 1          | 1部        | 2019/08/09 | 1.7%             |
| 1          | 2部        | 2019/08/09 | 1.6%             |
| 2          | 1部        | 2019/08/16 | 1.3%             |
| 2          | 2部        | 2019/08/16 | 1.1%             |
| 3          | 1部        | 2019/08/23 | 1.5%             |
| 3          | 2部        | 2019/08/23 | 1.1%             |
| 4          | 1部        | 2019/08/30 | 1.4%             |
| 4          | 2部        | 2019/08/30 | 1.3%             |
| 5          | 1部        | 2019/09/06 | 0.6%             |
| 5          | 2部        | 2019/09/06 | 0.6%             |
| 6          | 1部        | 2019/09/13 | 0.9%             |
| 6          | 2部        | 2019/09/13 | 0.6%             |
| 平均收視率 | 平均收視率 | 平均收視率 | 1.14%            |

- 收視最低的集數以藍色表示，收視最高的集數以紅色表示，而空格則表示該集的收視沒有相關數據。

## 外部連結
- 韓國SBS官方網站 （页面存档备份，存于）

| SBS 金曜劇                                   | SBS 金曜劇                                  | SBS 金曜劇 |
| -------------------------------------------- | ------------------------------------------- | ---------- |
|                                              | （2019年8月9日－2019年9月13日）             |            |
| The Musical （2011年9月2日－2011年12月23日） | Penthouse 3 （2021年6月4日－2021年9月10日） |            |